# Trevor McNevan
Trevor McNevan, född 17 juli 1978 i Peterborough i Ontario, även känd som Teerawk, är en kanadensisk musiker, sångare och låtskrivare i Thousand Foot Krutch och poppunkbandet FM Static tillsammans med Steve Augustine. Hans första band, Oddball, innehöll den före detta Thousand Foot Krutch-medlemmen Dave Smith (gitarr) och Tim Baxter (bas), såväl som Three Days Graces trummare Neil Sanderson. Bandet släppte skivan Shutterbug med 27 låtar 1995, av vilka hälften var hiphoplåtar och hälften rocklåtar.
McNevan är den enda ursprungliga medlemmen i Thousand Foot Krutch. Han skapade bandet i Peterborough 1997 tillsammans med den ursprungliga gitarristen Dave Smith. Han var med och producerade Thousand Foot Krutchs "Welcome To the Masquerade" och FM Statics "Dear Diary".